# 폴리비오스

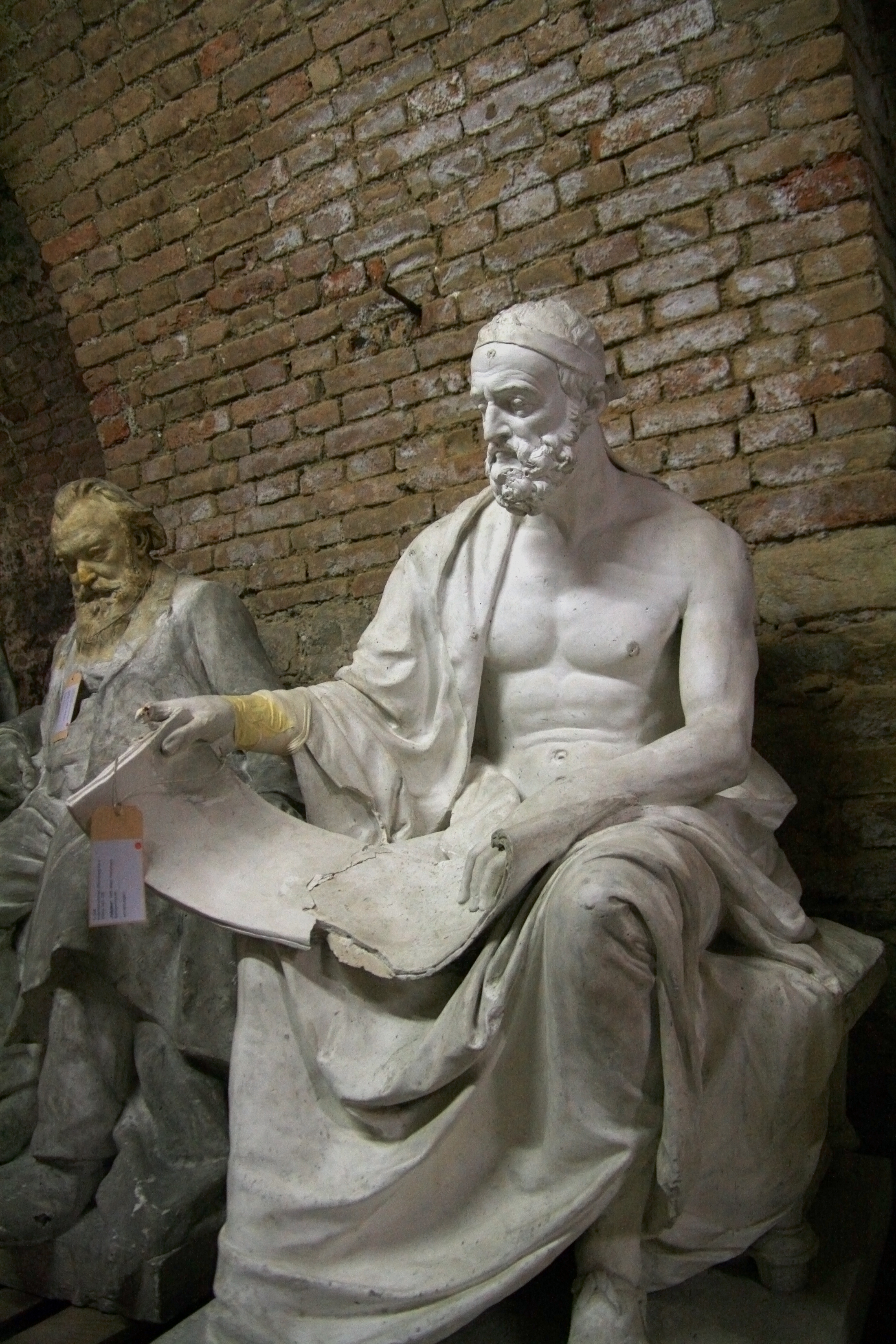

폴리비오스(그리스어: Πολύβιος), 기원전 203년 ~ 기원전 120년 추정)은 헬레니즘 시대의 그리스 역사가이다. 기원전 220년에서 기원전 146년 시대를 다룬 《히스토리아》로 유명하다. 그리스의 대표적 역사가로 흔히 헤로도토스와 투키디데스, 폴리비오스를 뽑는다. 폴리비오스의 권력분립사상과 정체(政體)의 정치적 균형에 대한 이론은 후대 몽테스키외의 《법의 정신》과 미국 헌법 초안에도 영향을 주었다.

## 태생
폴리비오스는 기원전 203년경, 당시 아카이아 동맹의 주요 구성 국가였던 아르카디아의 메갈로폴리스에서 태어났다. 아버지 리코르타스는 유력한 지주 정치가이자 지배층의 일원이었다. 덕분에 폴리비오스는 군사와 정치에 심층적으로 직접 살펴볼 수 있었다. 그는 승마와 사냥에도 관심이 많았으며, 오락으로 나중에 .. 기원전 182년 폴리비오스는 당대 아카이아의 탁월한 정치가 필로포이멘의 장례 관을 운구하는데 선택되기도 했다. 기원전 170년 혹은 169년에 그는 1년 임기의 장군단(στρατηγός)의 전단계로 보통 여겨지는 기병 대장(hipparchos)에 선출되었다. 정치 경력 초기에 그는 주로 아카이아 연맹의 독립 유지에 주력하였다.

## 이력
폴리비오스의 아버지 리코르타스는 마케도니아 왕국의 페르세우스와 로마가 전쟁을 벌일 때 중립을 주장한 파당의 우두머리였다. 때문에 그는 로마인의 의심을 받아 기원전 168년 로마에 인질로 데려가는 아카이아 귀족 1000명에 포함되고 말았으며 그곳에서 17년간 억류되었다. 로마에서 그는 높은 교양 수준 덕분에 로마의 유력 가문에서 인정받았다. 제3차 마케도니아 전쟁에서 승리한 아이밀리우스 파울루스는 그에게 자신의 아들 파비우스와 스키피오 아이밀리아누스(스키피오 아프리카누스의 장남으로 입양된 사람이다. 소 스키피오라고도 한다)의 교육을 맡겼다. 제3차 포에니 전쟁에서 카르타고를 무찌른 스키피오 아이밀리아누스의 교사로서 폴리비오스는 스키피오와 오랜 우정을 나눴으며 조언자 역할도 했다. 소 스키피오는 기원전 146년 결국 카르타고를 파괴한다. 그 전인 기원전 150년에 아카이아인 인질이 석방되었을 때, 폴리비오스도 집에 돌아가게 되었다. 그러나 바로 다음 해에 그는 자신의 친구와 아프리카로 가서 카르타고 함락을 지켜보며 이를 기록했다. 카르타고 멸망 후에 아마 그는 히스파니아(에스파냐)와 아프리카 대서양 해안으로 여행한 것으로 보인다.
같은 해 코린토스가 파괴된 후 그는 그리스로 돌아와 자신의 연줄을 이용해 그곳 상황을 완화하고자 하였다. 폴리비오스는 그리스 도시에 새로운 정치 체제를 마련하는 어려운 일을 맡았으며, 이 직위로 그는 높은 신망을 얻었다.

## 로마
그 뒤 그는 로마에서 역사서를 편찬하며 시간을 보냈으며, 때론 자신이 역사에서 다루는 지중해 나라에 긴 여행을 떠나 유적지에서 직접 지식을 얻었다. 또 그는 자신이 다루던 역사적 사건을 자세하게 쓰기 위해 참전 병사들을 찾아 대화도 나눈 것으로 보이며, 또 서고 문서들도 열람했다. 이후 폴리비오스의 행적은 거의 알 수 없다. 그는 누만티아 전쟁 당시 스키피오와 에스파냐로 가서 군사 조언자가 되기도 한 것으로 보이며, 나중에 그는 이 전쟁에 대한 글을 썼지만 지금은 전하지 않는다. 또 이후 그는 그리스에도 돌아간 것 같은데, 그곳에 그의 조상(彫像)과 비문이 많이 남아있기 때문이다. 기원전 118년에 낙마로 그가 죽었다는 기록이 있는데, 이 기록의 출처가 하나 밖에 없고 그나마도 믿기 어려운 것이다.

## 역사가 폴리비오스
폴리비오스는 여러 저작을 썼지만 대부분 남아있지 않다. 그의 첫 저서는 그리스 정치가 필로포이멘의 전기로, 플루타르코스는 이 책을 참조했다. 또 그는 로마와 그리스의 군사 전술을 다룬 전술이라는 제목의 광범위한 저작을 남겼다고 한다. 이 책의 일부가 그의 주저 역사에 들어있는 것 같으나, 책 자체는 역시 소실되었다. 또 사라진 책으로는 누만티아 전쟁을 다룬 그의 기록이다. 그의 최대 저서인 역사는 앞쪽 5권까지 온전하게 남아있고, 6권 상당 부분과 나머지 단편이 전한다.
리비우스는 자신의 책을 쓸 때 폴리비오스의 저작을 참고했다. 폴리비오스는 전승을 신중하게 검증하고 날카로운 비판을 하여 인과 관계에 따라 역사를 쓴 초기 역사가였다. 그는 자신의 역사에서 자신이 생각했던 바와 더불어 역사적 사건의 주인공과 목격자와 대화한 내용을 서술했다. 그는 국가주의, 외국인 혐오, 표리부동한 정치, 끔찍한 전투, 잔인함, 충성심, 용기와 용맹, 지성, 이성, 지략 등 인간 행위의 모든 면을 포착했다. 세부적이면서도 비판적으로 추론하는 폴리비오스의 시각을 통해, 그는 연대기가 아닌 통합적인 역사관을 제시했다.
그는 객관성과 비판적 논의 측면에서 투키디데스의 후계자로, 그리고 근대 과학의 맥락에서 학문적이고 성실한 역사 연구의 선구자로 평가받기도 한다. 이런 평가에 따르자면 그의 저작은 명확한 사건 전개, 통찰력, 건전한 판단을 중시하며, 특정한 결과에 영향을 주는 조건 중에서도 특히 지리적 요소를 강조하고 있다. 그리하여 폴리비오스는 고대의 역사 서술의 최고라 할 수 있다. 《옥스퍼드 고전 문학 안내서》(Oxford Companion to Classical Literature, 1937년)의 저자는 그의 '성실한 진실 추구'와 사건의 원인에 대한 체계적인 탐구를 높이 평가했다.
최근 폴리비오스의 서술은 좀 더 비판적인 평가를 받는다. 영국의 역사학자인 피터 그린은 그가 편향된 시각을 가지고 있으며, 자신과 아버지의 행적을 정당화하려 한다고 본다. 그는 자의적으로 아카이아 정치가 칼리크라테스를 부정적으로 묘사하여 독자로 하여금 칼리크라테스가 로마에 인질로 끌려간 것은 자신이 자초했다고 의심케 만들었다는 것이다. 더 근본적으로 볼 때 폴리비오스는 로마에 인질로 가서 스키피오 가문의 피호민이었고 기원전 146년 이후에는 로마에 협력한만큼 자신의 참된 의견을 제시하기에 자유롭지 못했다. 그린은 폴리비오스가 그리스 독자에게 로마에 대해 설명하여 그가 불가피하게 생각했던 로마의 지배에 순응할 필요성을 역설하고 있음을 주지해야 한다고 주장한다. 그렇지만 그린의 입장에서도 폴리비오스의 역사서는 귀중한 가치가 있고, 그가 다룬 시대를 다룬 최고의 사료이다. 론 멜러도 폴리비오스가 스키피오에 대한 충성 때문에 편향적이고 스키피오의 정적을 비방하고 있다고 본다. 영국의 저자 애드리언 골드워시도 스키피오가 장군이던 시기에 폴리비오스의 사료를 이용할 때 두 사람의 관계를 늘 언급한다.
폴리비오스는 어떤 주제에 대해서는 적대적이기도 했다. 가령 그는 크레타에 대해 부정적인 편견을 보이고 있다. 그러나 한센은 폴리비오스가 크레테에 대해 쓴 글은 고대 크레테에 대단히 상세한 사료가 되고 있다고 썼다. 사실 폴리비오스의 관찰은(스트라본과 스킬락스의 기록과 더불어) 크레테의 사라진 고대 도시 키도니아의 위치를 규명하게 되었다.
폴리비오스는 히스토리아에서 몇 가지 이론을 제시한 바 있다. 이 책에는 플라톤이 이미 탐구했던 순환정체론(anacyclosis)을 설명하고 있다.

## 암호 작성술

### 로마자
로마자는 기본적으로 두가지 형식을 가지고있다
첫번째 형식
|   | 1 | 2 | 3 | 4   | 5 |
| - | - | - | - | --- | - |
| 1 | A | B | C | D   | E |
| 2 | F | G | H | I/J | K |
| 3 | L | M | N | O   | P |
| 4 | Q | R | S | T   | U |
| 5 | V | W | X | Y   | Z |

두번째 형식
|   | 1 | 2 | 3 | 4 | 5   |
| - | - | - | - | - | --- |
| 1 | A | B | C | D | E   |
| 2 | F | G | H | I | J   |
| 3 | K | L | M | N | O   |
| 4 | P | Q | R | S | T   |
| 5 | U | V | W | X | Y/Z |

### 한글
|   | 1  | 2  | 3  | 4  | 5     |
| - | -- | -- | -- | -- | ----- |
| 1 | ㄱ | ㄴ | ㄷ | ㄹ | ㅁ    |
| 2 | ㅂ | ㅅ | ㅇ | ㅈ | ㅊ    |
| 3 | ㅋ | ㅌ | ㅍ | ㅎ | ㅏ    |
| 4 | ㅑ | ㅓ | ㅕ | ㅗ | ㅛ    |
| 5 | ㅜ | ㅠ | ㅡ | ㅣ | ㅐ/ㅔ |

## 같이 보기
- 정체순환론
- 히스토리아 (폴리비오스)